# Manufacturing execution systems
Los sistemas de ejecución de fabricación (MES, por sus siglas en inglés) son sistemas computarizados utilizados en la fabricación para rastrear y documentar la transformación de materias primas en productos terminados. MES proporciona información que ayuda a los responsables de la toma de decisiones de fabricación a comprender cómo se pueden optimizar las condiciones actuales en la planta para mejorar la producción. MES trabaja en tiempo real para permitir el control de múltiples elementos del proceso de producción (por ejemplo, consumos, personal, máquinas y servicios de soporte).
El MES permite reducir los cuellos de botella y las paradas por cambios de materiales y herramientas, implantando una gestión automatizada de la producción para reducir las pérdidas en estos cambios. Permite gestionar de forma adecuada la transformación de los materiales en producto terminado y embalado.
MES puede operar en múltiples áreas de funciones, por ejemplo: administración de definiciones de productos a lo largo del ciclo de vida del producto, programación de recursos, ejecución y despacho de pedidos, análisis de producción y administración de tiempo de inactividad para la efectividad general del equipo (eficiencia general de los equipos OEE), calidad del producto o seguimiento de materiales, etc. MES crea el registro "cómo se construye", capturando los datos, procesos y resultados del proceso de fabricación. Esto puede ser especialmente importante en industrias reguladas, como alimentos y bebidas o productos farmacéuticos, donde se puede requerir documentación y pruebas de procesos y acciones.
La idea de MES podría verse como un paso intermedio entre, por un lado, un sistema de planificación de recursos empresariales (ERP), y un control de supervisión y adquisición de datos (SCADA). Algunos grupos de la industria como MESA International se crearon a principios de los años 90 para abordar la complejidad y asesorar sobre la ejecución de sistemas MES.

## Relación con PDES
Los datos que utilizan para el MES son los mismos datos que se utilizan para el proceso de desarrollo de sistemas de ejecución (PDES). Sin embargo, un PDES se utiliza para desarrollar los procesos de producción, mientras que MES es utilizado para ejecutar y supervisar la producción real utilizando los procesos desarrollados.
Por lo tanto, el conjunto de herramientas y el enfoque de un PDES está en menor volumen de datos, pero una mayor flexibilidad y libertad de experimentación.
Razones para implementar un MES son:
- Automatizar la gestión de inventario
- Planificación, incluyendo la gestión de prioridades
- Producción de informes
- Seguimiento de indicadores KPI(Key Performance Indicator)
- Gestión de evento o excepción
- Seguimiento de producto o material
- Decisiones inteligentes para influir gestión de producción y coste
- Facilidad de gestión de recursos, incluyendo inventario y personal.

- Datos: Q1404943

MES módulo y función está alineado con ISA 95.3, el grupo MESA es una organización independiente relacionado con los estándares MES.